# Among the Sleep
Among the Sleep é um jogo eletrônico de survival horror desenvolvido pela Krillbite Studio lançado em 2014. Em Among the Sleep é contada a história de uma criança de dois anos que está sozinha em casa e encontrará vários acontecimentos aterrorizantes ao seu redor, seu objetivo é escapar deste pesadelo terrível e para isso você terá a ajuda de seu ursinho de pelucia.

## Jogabilidade
Em Among the Sleep é usada a perspectiva em primeira pessoa com um diferencial, será possível olhar para baixo e visualizar o corpo do garotinho, além disso a sua sombra e os movimentos são bem realísticos com relação ao formato de uma criança de dois anos. Será possível perceber a respiração do personagem deixando o clima mais real e ao mesmo tempo mais assustador.

## Recepção
Among the Sleep recebeu críticas variadas dos especialistas, ganhando uma nota 7/10 da GameSpot e uma nota 66 na Metacritic.